# Bū‘īn va Mīāndasht
Bū‘īn va Mīāndasht (persiska: Mīāndasht, Bū’īn, Bū‘īn-e Mīāndasht, Boo’in, بوئین و میاندشت) är en ort i Iran.   Den ligger i provinsen Esfahan, i den centrala delen av landet, 300 km söder om huvudstaden Teheran. Bū‘īn va Mīāndasht ligger 2 413 meter över havet och antalet invånare är 9 933.
Terrängen runt Bū‘īn va Mīāndasht är kuperad söderut, men norrut är den platt.Runt Bū‘īn va Mīāndasht är det ganska glesbefolkat, med 48 invånare per kvadratkilometer. Närmaste större samhälle är Fereydunshahr, 15,3 km söder om Bū‘īn va Mīāndasht. Trakten runt Bū‘īn va Mīāndasht består i huvudsak av gräsmarker.